# Gitea
Gitea (/ɡɪˈtiː/)是一个使用Git的软件开发和版本控制平台，其具有缺陷跟踪管理系统、Wiki和代码审查等功能。Gitea 支持自托管建立实例，同时也提供一个免费的公共实例 gitea.com。它原本是Gogs软件的分支项目，使用Go语言编写， 因此可以在任何Go支持的平台上部署， 包括Linux、macOS和Windows。 Gitea项目在Open Collective上筹集资金。

## 历史
Gitea 由 Lunny Xiao 建立，他也是自托管Git服务Gogs的创始人。尽管Gogs是一个开源项目，但是它的代码仓库是由单个维护者控制的，这导致开源社区在开发上的互动受限。深受此苦恼的Gitea开发者们在2016年11月创造了Gogs的分支Gitea，并且开创了社区驱动的开发模式。该分支的1.0版本在2016年12月发布。

## 产品功能

### 代码托管
Gitea 支持创建和管理存储库、探索提交历史记录和代码文件、审查和合并代码提交、协作管理、分支处理等。它还支持众多标准 Git 功能，包括标签、挑选、挂钩和集成协作工具。

### 代码审查
代码审查适应 Pull Request 和 Agit 工作流程。审阅者可以轻松地在线检查代码并提交评论或查询。作为回应，提交者可以查看反馈并直接在线解决。代码审查有助于提高用户和企业的代码质量

### CI/CD
Gitea 具有集成的 CI/CD 系统 Gitea Actions，它与 GitHub Actions 兼容。用户可以使用熟悉的 YAML 格式创建工作流程或利用众多现有插件。此外，还提供多种第三方 CI/CD 集成。

### 项目管理
借助 Gitea，您可以通过问题任务、标签和看板项目板高效管理项目的需求、功能和错误。这些工具通过合并分支、标签、里程碑、任务、时间跟踪、截止日期和依赖关系来帮助规划和跟踪软件的进度。

### 包管理
Gitea 支持超过 20 种不同类型的公共或私有包管理，包括：Cargo、Chef、Composer、Conan、Conda、Container、Helm、Maven、npm、NuGet、Pub、PyPI、RubyGems、Vagrant 等。

### 支持的数据库
Gitea 支持SQLite、MySQL、PostgreSQL、TiDB、MS SQL数据库。